# Кравцов, Василий Яковлевич
Василий Яковлевич Кравцов (1911—2000) — железнодорожник, Герой Социалистического Труда (1959).

## Биография
Василий Кравцов родился 7 апреля 1911 года в селе Подкуйчанск (ныне — Сватовский район Луганской области Украины). С 1925 года работал на железной дороге в городе Рубежный. С 1928 года работал в Сватово. После окончания школы фабрично-заводского ученичества работал слесарем-ремонтником, затем стал бригадиром автоцеха депо. В марте 1942 года был призван на службу в Рабоче-крестьянскую Красную Армию. Участвовал в боях Великой Отечественной войны, прошёл боевой путь от Сталинграда до Берлина.
После окончания войны Кравцов был демобилизован. С января 1946 года он работал бригадиром автоматного цеха депо станции Сватово Донецкой железной дороги, а с декабря 1948 года — старшим мастером подъёмного ремонта паровозов. Цех Кравцова многократно становился победителем в соцсоревнованиях.
Указом Президиума Верховного Совета СССР от 1 августа 1959 года за «выдающиеся успехи, достигнутые в деле развития железнодорожного транспорта» Василий Кравцов был удостоен высокого звания Героя Социалистического Труда с вручением ордена Ленина и медали «Серп и Молот».
С июля 1972 года — на пенсии. Проживал в Сватово. Скончался 28 декабря 2000 года, похоронен на Центральном кладбище Сватово.
Почётный железнодорожник. Был также награждён орденом Отечественной войны 2-й степени и рядом медалей.
В честь Кравцова назван дизель-поезд повышенной комфортности.